# Пустуєво
Пусту́єво (рос. Пустуево) — село у складі Каргапольського району Курганської області, Росія. Входить до складу Чашинської сільської ради.
Населення — 60 осіб (2010, 103 у 2002).
Національний склад населення станом на 2002 рік: росіяни — 92 %.